# ACF Trani 80
ACF Trani 80 – włoski klub piłki nożnej kobiet, mający siedzibę w mieście Trani, w południowo-wschodniej części kraju.

## Historia
Chronologia nazw:
- 1979: Calcio Femminile Trani 80
- 1979: A.C.F. Trani 80
- 1980: A.C.F. Gusmai Trani 80
- 1982: A.C.F. Marmi Trani 80
- 1984: A.C.F. Alaska Trani 80
- 1985: A.C.F. Sanitas Trani 80
- 1985: A.C.F. Despar Trani 80
- 1987: A.C.F. Trani 80 BKV
- 1988: A.C.F. Trani 80

Klub piłkarski Calcio Femminile Trani 80 został założony w mieście Trani w maju 1979 roku. W październiku przyłączył się do F.I.G.C. i startował w mistrzostwach regionalnych Serie C. Po fuzji z A.C.F. Colorificio Paulin Barletta, który chciał zrezygnować z Serie B, zastąpił go w lidze i przyjął nazwę A.C.F. Trani 80. Przed sezonem zmienił nazwę przez dodanie nazwy sponsora Gusmai. W 1981 zajął pierwsze miejsce w grupie D i zdobył awans do Serie A. W 1982 z nazwą A.C.F. Marmi Trani 80 debiutował w najwyższej klasie rozgrywek. W 1983 osiągnął pierwszy swój sukces, zdobywając swój pierwszy Puchar kraju, a w następnym roku po fuzji z ACF Alaska Gelati Lecce i zmianie nazwy A.C.F. Alaska Trani 80 tytuł mistrzowski. W kolejnych dwóch sezonach zwyciężał w mistrzostwach. Potem dwukrotnie był drugim. W 1988 roku klub przyjął obecną nazwę A.C.F. Trani 80 jednak potem zawiesił działalność piłkarską.

## Stadion
Klub rozgrywa swoje mecze domowe na stadionie Miejskim w Trani, który może pomieścić 10700 widzów.

## Sukcesy

### Trofea międzynarodowe
Nie uczestniczył w rozgrywkach europejskich (stan na 01-01-2017).

### Trofea krajowe
- Serie A (I poziom):
  - mistrz (3): 1984, 1985, 1985/86
  - wicemistrz (3): 1983, 1986/87, 1987/88
  - 3.miejsce (1): 1982

- Serie B (II poziom):
  - mistrz (1): 1981 (grupa D)

- Puchar Włoch:
  - zdobywca (1): 1983
  - finalista (2): 1985, 1987/1988